# Bere Regis
Bere Regis – wieś w Anglii, w hrabstwie Dorset, w dystrykcie (unitary authority) Dorset. Leży 17 km na wschód od miasta Dorchester i 169 km na południowy zachód od Londynu. Miejscowość liczy 1984 mieszkańców.